# Geomorfologické členění Německa

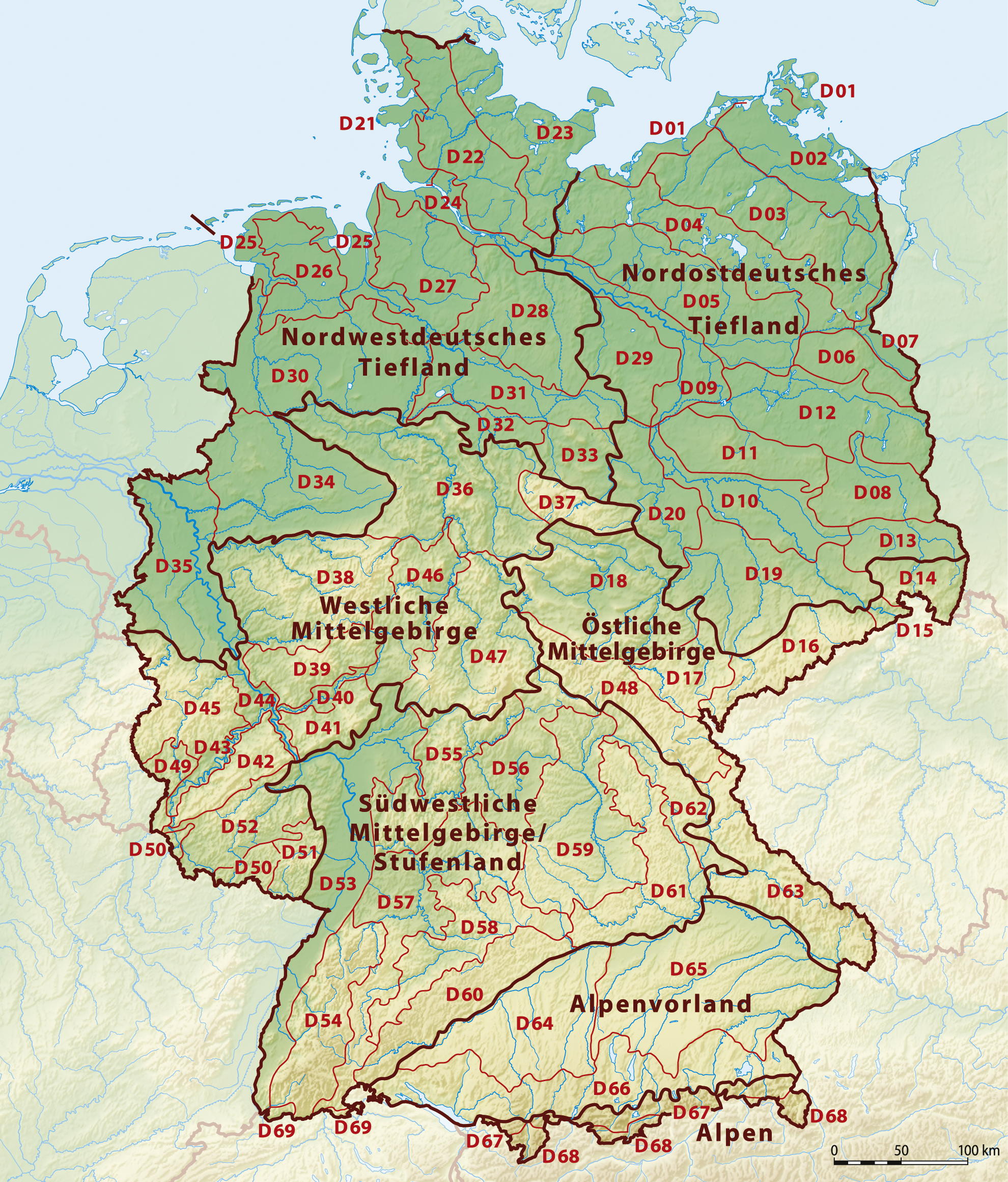
Geomorfologické členění Německa podle BfN

Geomorfologické nebo fyzickogeografické členění Německa (německy naturräumliche Gliederung Deutschlands) navrhl zeměpisec Emil Meynen na přelomu 50. a 60. let 20. století. Základní jednotkou je zde tzv. Naturraum, česky „přírodní oblast“. Jako u jiných podobných dělení v okolních státech jde o hierarchický systém územních celků, jejichž hranice jsou vymezeny na základě přírodních hledisek: v kopcovitém terénu převážně geomorfologických, v nížinném terénu také fytogeografických a dalších. Administrativní hranice nehrají žádnou roli, s výjimkou vnějších hranic Německa. Nikdo sice netvrdí, že jednotlivé přírodní oblasti nemají své pokračování se stejnými charakteristikami i na území sousedních států, není však jasně definováno, kam přesně na tomto území sahají, resp. jaké jednotky geomorfologického členění používané v sousedních státech těm německým odpovídají. Alespoň přibližnou návaznost lze však většinou dobře vysledovat.
Na začátku 90. let (1994) byl systém přepracován německým Spolkovým úřadem pro ochranu přírody (Bundesamt für Naturschutz, BfN). Starý Meynenův systém počítal s 90 základními jednotkami, očíslovanými 01 až 90, které se dále dělily na menší jednotky. Nový systém BfN některé jednotky slil, na severním pobřeží naopak jednu jednotku rozdělil. Výsledkem je 73 základních jednotek označených D01 až D73. Dělení na menší jednotky není stanoveno, proto se stále setkáváme s podrobnějším členěním podle Meynena. Směrem nahoru se přírodní oblasti seskupují do regionů (německy Region) a velkoregionů (německy Großregion). Jednotky označené D01 až D73 leží na 3. úrovni hierarchie a německy se nazývají Haupteinheitengruppen, ve skutečnosti tedy jde o „skupiny základních jednotek“, nikoli „základní jednotky“.
Kromě dělení na přírodní oblasti (Naturräume) se můžeme setkat i s dělením na krajinné oblasti nebo krajiny (Landschaftsräume), které bere ohled i na využití krajiny člověkem, kulturně-historické spojitosti apod. Může se stát, že krajina a přírodní oblast mají stejný název, ale jiné vymezení.

## Seznam přírodních oblastí
Následující hierarchie ukazuje velkoregiony, regiony a skupiny základních jednotek. V závorce je nové/staré číslo a český překlad názvu.
- Norddeutsches Tiefland (Severoněmecká nížina)
  - Nord- und Ostsee (Severní a Baltské moře)
    - Deutsche Bucht (D70/900, Německý záliv)
    - Doggerbank und angrenzende zentrale Nordsee (D71/901, Doggerská mělčina a přilehlé střední Severní moře)
    - Westliche Ostsee (D72/902, Západní Baltské moře)
    - Östliche Ostsee (D73/903, Východní Baltské moře)

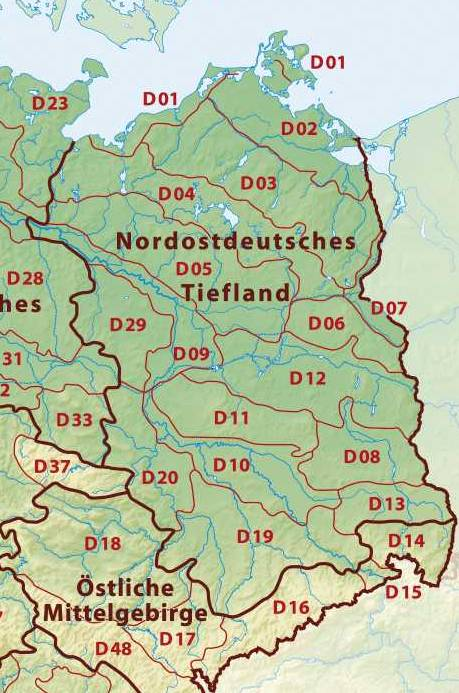

  - Nordostdeutsches Tiefland (Severovýchodoněmecká nížina)
    - Mecklenburgisch-vorpommersches Küstengebiet (D01/71, Meklenbursko-pomořanské pobřeží)
    - Nordostmecklenburgisches Flachland mit Oderhaffgebiet (D02/72-73, Severovýchodomeklenburská rovina s Oderským zálivem)
    - Rückland der Mecklenburg-Brandenburger Seenplatte (D03/74, Zázemí meklenbursko-braniborské jezerní plošiny)
    - Mecklenburgische Seenplatte (D04/75, Meklenburská jezerní plošina)
    - Mecklenburg-brandenburgisches Platten- und Hügelland (D05/76-78, Meklenbursko-braniborská plošina a pahorkatina)
    - Ostbrandenburgische Platte (D06/79, Východobraniborská plošina)
    - Odertal (D07/80, Údolí Odry)
    - Lausitzer Becken und Spreewald (D08/83-84, Lužická pánev a Spreewald)
    - Elbtalniederung (D09/87, Polabská sníženina)
    - Elbe-Mulde-Tiefland (D10/88, Labsko-muldská nížina)
    - Fläming (D11/85)
    - Brandenburgisches Heide- und Seengebiet (D12/81-82, Braniborská vřesoviště a jezera)
    - Oberlausitzer Heidelandschaft (D13/89, Hornolužická vřesoviště)
    - Sächsisches Hügelland und Erzgebirgsvorland (D19/45-46, Saská pahorkatina a krušnohorské podhůří)
    - Östliches Harzvorland und Börden (D20/50, Východní harcské podhůří a nížiny)
    - Wendland und Altmark (D29/86, Wendland a Stará marka)

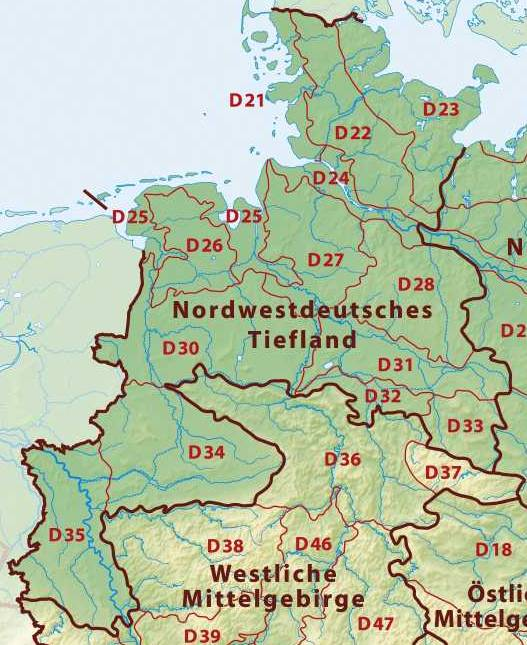

  - Nordwestdeutsches Tiefland (Severozápadoněmecká nížina)
    - Schleswig-Holsteinische Marschen (D21/68, Šlesvicko-holštýnské marše)
    - Schleswig-Holsteinische Geest (D22/69, Šlesvicko-holštýnský geest)
    - Schleswig-Holsteinisches Hügelland (D23/70, Šlesvicko-holštýnská pahorkatina)
    - Untere Elbniederung (Elbmarsch) (D24/67, Dolnolabská sníženina)
    - Ems- und Wesermarschen (D25/61, Emské a weserské marše)
    - Ostfriesische Geest (D26/60, Východofríský geest)
    - Stader Geest (D27/63, Stadský geest)
    - Lüneburger Heide (D28/64, Lüneburské vřesoviště)
    - Dümmer Geestniederung und Ems-Hunte Geest (D30/58-59)
    - Weser-Aller Flachland (D31/62, Wesersko-allerská rovina)
    - Niedersächsische Börden (D32/52, Dolnosaské nížiny)
    - Nördliches Harzvorland (D33/51, Severní harcské podhůří)
    - Westfälische Bucht (D34/54, Vestfálská nížina)
    - Niederrheinisches Tiefland und Kölner Bucht (D35/55,57, Dolnorýnská a kolínská nížina)
- Mittelgebirgsschwelle (Středoněmecké vysočiny)

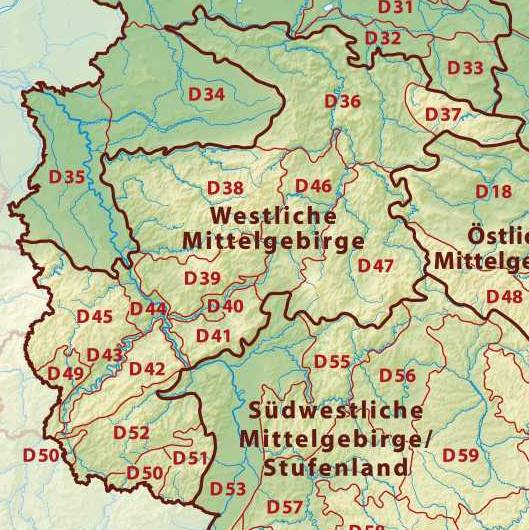

  - Westliche Mittelgebirge (Západní středohoří)
    - Niedersächsisches Bergland mit Weser- und Leine-Bergland (D36/36-37,53, Dolnosaská vrchovina s Weserskou a Leinskou vrchovinou)
    - Harz (D37/38)
    - Süderbergland (D38/33)
    - Westerwald (D39/32)
    - Gießen-Koblenzer Lahntal (D40/31, Gießensko-koblenecká kotlina)
    - Taunus (D41/30)
    - Hunsrück (D42/24)
    - Moseltal (D43/25, Moselské údolí)
    - Mittelrheingebiet (D44/29, Střední Porýní)
    - Eifel mit Vennvorland (D45/27-28,56, Eifel s podhůřímí Vennu)
    - Westhessisches Bergland (D46/34, Západohesenská vrchovina)
    - Osthessisches Bergland (D47/35, Východohesenská vrchovina)
      - Vorder- und Kuppenrhön (mit Landrücken) (353)
      - Lange Rhön (354)

    - Gutland (Bitburger Land) (D49/26)
    - Pfälzisch-Saarländisches Muschelkalkgebiet (D50/18, Falcko-sárský trias)
    - Pfälzerwald (Haardtgebirge) (D51/17, Falcký les)
    - Saar-Nahe-Bergland (D52/19, Sársko-naheská vrchovina)

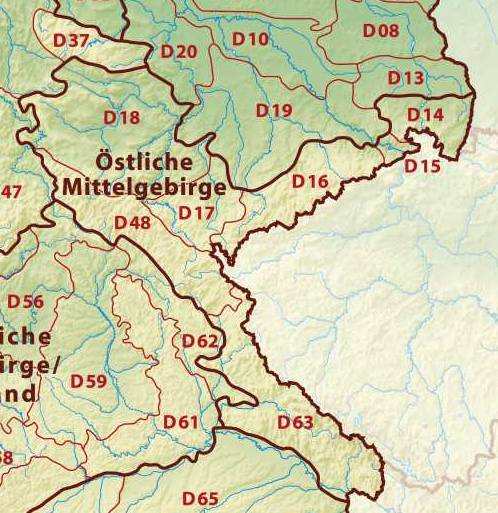

  - Östliche Mittelgebirge (Východní středohoří)
    - Oberlausitz (D14/44, Horní Lužice)
    - Sächsisch-Böhmisches Kreidesandsteingebiet (D15/43, Sasko-české křídové pískovce)
      - Elbsandsteingebirge (430, Labské pískovce; též Sächsische Schweiz, Saské Švýcarsko)
      - Zittauer Gebirge (431, Žitavské hory)

    - Erzgebirge (D16/42, Krušné hory)
      - Südabdachung des Erzgebirges (420, Jižní úbočí Krušných hor)
      - Oberes Westerzgebirge (421, Horní západní Krušné hory)
      - Oberes Osterzgebirge (422, Horní východní Krušné hory)
      - Unteres Westerzgebirge (423, Dolní západní Krušné hory)
      - Unteres Osterzgebirge (424, Dolní východní Krušné hory)

    - Vogtland (D17/41, Země fojtů)
      - Mittelvogtländisches Kuppenland (410)
      - Oberes Vogtland (412)

    - Thüringer Becken mit Randplatten (D18/47-48, Durynská pánev s okrajovými plošinami)
    - Thüringisch-Fränkisches Mittelgebirge (D48/39, Durynsko-franské středohoří)
      - Südliches Vorland des Thüringerwaldes (390)
      - Thüringer Wald (391)
      - Nordwestlicher Frankenwald (392, též Thüringisches Schiefergebirge)
      - Münchberger Hochfläche (393)
      - Hohes Fichtelgebirge (394)
      - Selb-Wunsiedler Hochfläche (395)
      - Naab-Wondreb-Senke (396)

    - Oberpfälzisch-Bayerischer Wald (D63/40, Hornofalcko-bavorský les)
      - Hinterer Oberpfälzer Wald (400)
      - Vorderer Oberpfälzer Wald (401)
      - Cham-Further Senke (402)
      - Hinterer Bayerischer Wald (403)
      - Regensenke (404)
      - Vorderer Bayerischer Wald (405)
      - Falkensteiner Vorwald (406)
      - Lallinger Winkel (407)
      - Paßauer Abteiland und Neuburger Wald (408)
      - Wegscheider Hochfläche (409)

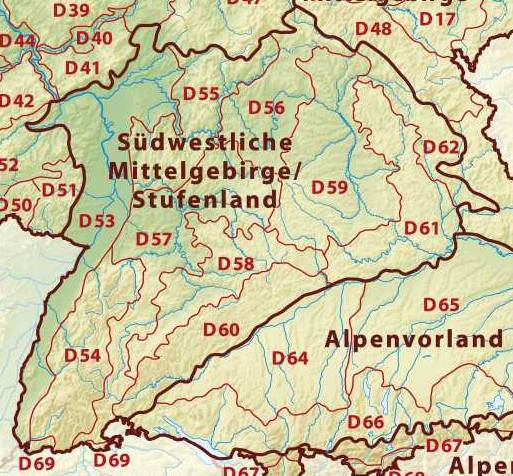

  - Südwestliche Mittelgebirge und Schichtstufenland (Jihozápadní středohoří a stupňovina)
    - Oberrheinisches Tiefland (D53/20-23, Hornorýnská nížina)
      - Markgräfler Rheinebene (200)
      - Markgräfler Hügelland (201)
      - Freiburger Bucht (202)
      - Kaiserstuhl (203)
      - Offenburger Rheinebene (210)
      - Lahr-Emmendinger Vorberge (211)
      - Ortenau-Bühler Vorberge (212)
      - Nördliche Oberrhein-Niederung (222)
      - Hardtebenen (223)
      - Neckar-Rheinebene (224)
      - Hessische Rheinebene (225)
      - Bergstraße (226)
      - Rhein-Main-Tiefland
        - Rheinheimer Hügelland (231)
        - Untermainebene (232)
        - Ronneburger Hügelland (233)

    - Schwarzwald (D54/15, Černý les)
      - Schwarzwald-Randplatten (150)
      - Grindenschwarzwald und Enzhöhen (151)
      - Nördlicher Talschwarzwald (152)
      - Mittlerer Schwarzwald (153)
      - Südöstlicher Schwarzwald (154)
      - Hochschwarzwald (155)

    - Odenwald, Spessart und Südrhön (D55/14, Odenwald, Spessart a jižní Rhön)
      - Südrhön (140)
      - Sandsteinspessart (141)
      - Vorderer Spessart (142)
      - Sandsteinodenwald (144)
      - Vorderer Odenwald (145)

    - Mainfränkische Platten (D56/13, Mohansko-franské plošiny)
      - Ochsenfurter und Gollachgau (130)
      - Windsheimer Bucht (131)
      - Marktheidenfelder Platte (132)
      - Mittleres Maintal (133)
      - Gäuplatten im Maindreieck (134)
      - Wern-Lauer-Platte (135)
      - Schweinfurter Becken (136)
      - Steigerwaldvorland (137)
      - Grabfeldgau (138)
      - Hesselbacher Waldland (139)

    - Gäuplatten (D57/12)
      - Alb-Wutach-Gebiet (120)
      - Baar (121)
      - Obere Gäue (122)
      - Neckarbecken (123)
      - Strom- und Heuchelberg (124)
      - Kraichgau (125)
      - Kocher-Jagst-Ebene (126)
      - Hohenloher und Haller Ebene (127)
      - Bauland (128)
      - Tauberland (129)

    - Schwäbisches Keuperland (D58/10, Švábský trias, též Schwäbisches Keuper-Lias-Land)
      - Südwestliches Albvorland (100)
      - Mittleres Albvorland (101)
      - Vorland der Östlichen Schwäbischen Alb (102)
      - Ries (103)
      - Schönbuch und Glemswald (104)
      - Stuttgarter Bucht (105)
      - Filder (106)
      - Schurwald und Welzheimer Wald (107)
      - Schwäbisch-Fränkische Waldberge (108)

    - Fränkisches Keuperland (D59/11, Franský trias, též Fränkisches Keuper-Lias-Land)
      - Vorland der Südlichen Frankenalb (110)
      - Vorland der Mittleren Frankenalb (111)
      - Vorland der Nördlichen Frankenalb (112)
      - Mittelfränkisches Becken (113)
      - Frankenhöhe (114)
      - Steigerwald (115)
      - Haßberge (116)
      - Itz-Baunach-Hügelland (117)

    - Schwäbische Alb (D60/09, Švábská Alba, Schwabenalb)
      - Randen (090)
      - Hegau-Alb (091)
      - Baaralb und Oberes Donautal (092)
      - Hohe Schwabenalb (093)
      - Mittlere Kuppenalb (094)
      - Mittlere Flächenalb (095)
      - Albuch und Härtsfeld (096)
      - Lonetal-Flächenalb (Niedere Alb) (097)
      - Riesalb (098)

    - Fränkische Alb (D61/08, Franská Alba, Frankenalb)
      - Nördliche Frankenalb (080)
      - Mittlere Frankenalb (081)
      - Südliche Frankenalb (082)

    - Oberpfälzisch-obermainisches Hügelland (D62/07, Hornofalcko-hornomohanská pahorkatina)
      - Oberpfälzisches Hügelland (070)
      - Obermainisches Hügelland (071)

    - Dinkelberg und Hochrheintal (D69/16, Dinkelberg a údolí horního Rýna)
      - Hochrheintal (160)
      - Dinkelberg (161)
- Alpenvorland und Alpen (Alpy a alpské podhůří)
  - Alpenvorland (Alpské podhůří)

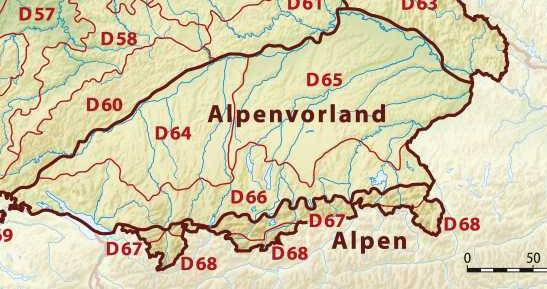

    - Donau-Iller-Lech-Platte (D64/04, Dunajsko-illersko-lešská plošina)
      - Donau-Ablach-Platten (040)
      - Riß-Aitrach-Platten (041)
      - Hügelland der unteren Riß (042)
      - Holzstöcke (043)
      - Unteres Illertal (044)
      - Donauried (045)
      - Iller-Lech-Schotterplatten (046)
      - Lech-Wertach-Ebenen (047)
      - Aindlinger Terrassentreppe (048)

    - Unterbayerisches Hügelland und Isar-Inn-Schotterplatten (D65/05-06, Dolnobavorská pahorkatina a isarsko-innské štěrkové plošiny)
      - Inn-Isar-Schotterplatten
        - Fürstenfeldbrucker Hügelland (050)
        - Münchener Ebene (051)
        - Isen-Sempt-Hügelland (052)
        - Alzplatte (053)
        - Unteres Inntal (054)

      - Unterbayerisches Hügelland
        - Isar-Inn-Hügelland (060)
        - Donau-Isar-Hügelland (062)
        - Donaumoos (063)
        - Dungau (064)

    - Südliches Alpenvorland (D66/03, Jižní alpské podhůří, též Voralpines Hügel- und Moorland)
      - Hegau (030)
      - Bodenseebecken (031)
      - Oberschwäbisches Hügelland (032)
      - Westallgäuer Hügelland (033)
      - Adelegg (034)
      - Iller-Vorberge (035)
      - Lech-Vorberge (036)
      - Ammer-Loisach-Hügelland (037)
      - Inn-Chiemsee-Hügelland (038)
      - Salzach-Hügelland (039)

  - Ostalpen (Východní Alpy)
    - Schwäbisch-Bayerische Voralpen (D67/02, Švábsko-bavorské Předalpí)
      - Vorderer Bregenzer Wald (020)
      - Vilser Gebirge (021)
      - Ammergebirge (022)
      - Mangfallgebirge (025)
      - Kufsteiner Becken (026)
      - Chiemgauer Alpen (027)

    - Nördliche Kalkalpen (D68/01, Severní vápencové Alpy)
      - Hinterer Bregenzer Wald (010)
      - Allgäuer Hochalpen (011)
      - Oberstdorfer Becken (012)
      - Loferer und Leoganger Alpen (015)
      - Berchtesgadener Alpen (016)